# Sudanesiska folkets befrielserörelse
Sudanesiska folkets befrielserörelse (SPLM) är det dominerande politiska partiet i Sydsudan.
SPLM var tidigare den ledande motståndsrörelsen mot den islamistiska sudanesiska regimen i Khartoum.
Efter Sydsudans självständighet 2011 omvandlades SPLM till ett politiskt parti, samtidigt som dess väpnade gren 
SPLA blev landets officiella armé.